# ¿Con qué sueñas?
¿Con qué sueñas? é uma série documental de televisão chilena criada por Paula Gómez Vera e transmitida pela Televisión Nacional de Chile. Ambos sua primeira e segunda temporada contou com 16 episódios de 30 minutos cada. O programa tem recebido uma série de prêmios, incluindo dois Emmys em 2011 e 2015.

## Prêmios
| Ano  | Prémio                         | Categoria                       | Resultado |
| ---- | ------------------------------ | ------------------------------- | --------- |
| 2011 | Emmy Internacional             | Melhor Programa Infanto-juvenil | Venceu    |
| 2015 | Prêmio Emmy Kids Internacional | Programa Fatual                 | Venceu    |